# Єрун Брауверс
Єрун Брауверс (нід. Jeroen Godfried Maria Brouwers; 30 квітня 1940, Батавія, Індонезія — 11 травня 2022) — нідерландський письменник та журналіст.

## Життєпис
Четверта дитина в родині службовця. Після японського вторгнення і капітуляції Королівської армії (1943) його батько був ув'язнений у концтаборі під Токіо, а Єрун разом з бабусею, матір'ю та сестрою опинилися інтерновані до японського табору неподалік від Джакарти. Після закінчення війни сім'я оселилася в Балікпапані на острові Борнео, а в 1947 — 1948 роках перебралася до Нідерландів.
З десятирічного віку Єрун Брауверс виховувався в різних католицьких пансіонах. Закінчив школу в Делфті у 1955 році. Відслужив в армії (1958–1961), потім зайнявся журналістикою — працював у Неймегені, Амстердамі, Брюсселі. Часто переїжджав разом з родиною, жив в різних містах Нідерландів та Фландрії.

## Твори
- 1964 — Het mes op de keel, новели
- 1 967 — Joris Ockeloen en het wachten, роман
- 1 968 — De toteltuin, новели
- 1969 — Groetjes uit Brussel, новели
- 1973 — Zonder trommels en trompetten, повість
- 1975 — Анекдотична історія нідерландської літератури / Zachtjes knetteren de letteren. Een eeuw Nederlandse literatuurgeschiedenis in anekdoten (доповнене видання 2001)
- 1977 — Zonsopgangen boven zee, роман
- 1977 — Klein leed, новели
- 1978 — Мої роки у Фландрії / Mijn Vlaamse jaren, мемуари
- 1979 — Новий Ревізор / De nieuwe Revisor, памфлет
- 1979 — Нотатки / Kladboek, есе
- 1979 — Het verzonkene, роман
- 1980 — De bierkaai. Kladboek 2, есе
- 1981 — декантирувати червоне / Bezonken rood, роман (премія Феміна)
- 1981 — Et in Arcadia ego, новела
- 1982 — De spoken van Godfried Bomans, есе
- 1982 — Alleen voor Vlamingen, есе
- 1982 — Es ergo sum, есе
- 1983 — Verhalen en levensberichten, розповіді
- 1983 — Zonder onderschriften, п'єса
- 1984 — De laatste deur, есе
- 1984 — Зимовий світло / Winterlicht, роман
- 1986 — Hélène Swarth: haar huwelijk met Frits Lapidoth, 1894—1910, есе
- 1986 — De sprong, повість
- 1986 — Hij is reeds aan de overzijde, некрологи
- 1987 — Kroniek van en karakter. Deel 1 (1976—1981) 'De Achterhoek', листи
- 1987 — Kroniek van een karakter. Deel 2 (1982—1986 'De oude Faust', листи
- 1987 — De schemerlamp van Hélène Swarth, есе
- 1988 — Sire, er zijn geen Belgen, есе
- 1988 — Всесвітній потоп / De zondvloed, роман
- 1989 — Het tuurtouw, есе
- 1990 — Zomervlucht, роман
- 1991 — Het vliegenboek. Kladboek 3, есе
- 1993 — Het is niets, есе
- 1993 — Verwoeste levens
- 1994 — Het circus der eenzaamheid. Kladboek 4, есе
- 1994 — Фламандські леви / Vlaamse leeuwen, есе
- 1995 — Adolf & Eva & de Dood, есе
- 1995 — Oefeningen in nergens bijhoren, есе
- 1996 — Het aardigste volk ter wereld: Willem Frederik Hermans in Brussel. Bijdrage aan zijn biografie
- 1996 — De vervulling, розповіді
- 1998 — Alles is iets, щоденники та листи
- 1998 — De verliefden, hommage aan Fernand Victor Toussaint van Boelaere, 50 jaar na overlijden
- 1998 — Een beroemde naamgenoot
- 1998 — Terug thuis, verhalen, leerervaringen, voetnoten
- 1999 — Al dat papier
- 1999 — De zwarte zon, essays over zelfmoord en literatuur in de 20e eeuw
- 2000 — Geheime kamers, роман
- 2001 — Papieren levens
- 2004 — Stoffer en blik
- 2005 — De schemer daalt
- 2006 — In het midden van de reis door mijn leven (Oerboek)
- 2009 — Een nieuw Requiem, драма
- 2011 — Гіркі квіти / Bittere bloemen, роман

## Визнання
Єрун Брауверс — один з найбільш визнаних нідерландських письменників. Він лавреат багатьох премій — йому присуджено премію Мультатули (1980, 2001), Костянтина Гюйгенса (1993), Золота Сова (1995, 2001, 2008), премія Феміна за іноземну книгу (1995), Літературну премію Нідерландів (2007, відмовився), Фламандско- нідерландська премія за внесок у культуру (2009) тощо.
Орден Фламандського лева (1992). Кавалер бельгійського Ордена Корони (1993).